# Bilovodský rajón
Bilovodský rajón (ukrajinsky Біловодський район) byl rajón v Luhanské oblasti na Ukrajině. Hlavním městem byl Bilovodsk a rajón měl přibližně 24 tisíc obyvatel. 

## Sídla v rajónu
- Bilovodsk